# Kuhlarji
Kuhlarji je naselje v Občini Kočevje brez stalnih prebivalcev.